# Ermita de San Sebastián (Vélez-Málaga)
La ermita de San Sebastián es un edificio de la ciudad española de Vélez-Málaga.

## Descripción
La construcción de la ermita data del siglo XV. Aparece descrita en el decimoquinto volumen del Diccionario geográfico-estadístico-histórico de España y sus posesiones de Ultramar de Pascual Madoz, en el epígrafe referente al lugar, con las siguientes palabras:

San Sebastian. Esta ermita se halla al NE. de la c. en el arrabal de su nombre, habiendo sido fundada en 1489 por los reyes Católicos, en memoria de la batalla que dieron contra los moros en la conquista, y por haber perecido en aquel sitio un escudero del rey llamado Sebastian Sanchez Pelao, que se interpuso entre los enemigos y aquel para librarlo de un bote de lanza que contra él se dirigia. Tiene 3 naves de poca estension y de mala arquitectura, sosteniéndose su culto y el capellan con varios censos impuestos sobre las casas y tierras limítrofes.
(Madoz, 1849, p. 647)

Los terrenos del inmueble fueron expropiados por el ayuntamiento en 2022.